# Gå planken ud
At gå planken ud er en henrettelsesmetode som har været betragtet som almindeligt brugt blandt pirater. Metoden, som den er beskrevet, går ud på at tvinge offeret til at gå ud på en planke som strækker sig ud fra siden af et skib, for på denne måde at falde i havet. I de fleste beskrivelser er hænderne bundet og havet rundt om skibet fuldt af hajer. Der findes imidlertid kun få håndfaste beviser på at denne henrettelsesmetode har været i udbredt anvendelse. Den er blevet en del af den moderne piratmytologi og er ofte beskrevet i bøger og på film.

## Eksterne links
- A Pyrate's Life: Punishment (på engelsk)
- BlackBeard Lives: Did you know ? (på engelsk) Arkiveret 22. juni 2006 hos  Wayback Machine